# Marynell Meadors
Marynell Meadors (ur. 27 sierpnia 1943 w Nashville) – amerykańska trenerka koszykarska.

## Osiągnięcia trenerskie
Na podstawie, o ile nie zaznaczono inaczej.

### Trenerka główna
Drużynowe
- Wicemistrzyni WNBA (2010, 2011)
- Brąz Pucharu Williama Jonesa (1993)
- Mistrzyni:
  - turnieju konferencji:
    - Ohio Valley NCAA (OVC – 1982)
    - Metro (1991)

  - sezonu regularnego:
    - OVC (1978, 1979, 1981, 1982)
    - Metro (1991)
- Uczestniczka rozgrywek:
  - Elite 8 turnieju AIAW (1974, 1976, 1977)
  - Sweet 16 turnieju AIAW (1972, 1974, 1975, 1976, 1977)
  - turnieju NCAA (1988–1991)

Indywidualne
- Trenerka roku:
  - WNBA (2009)[5]
  - konferencji:
    - OVC NCAA (1984)
    - Metro NCAA (1990, 1991)
- Zaliczona do galerii sław sportu:
  - Tennessee Sports Hal Of Fame (2011)
  - Tennessee Tech University Sports Hall of Fame (1992)
  - Ohio Valley Conference Sports Hall of Fame (1993)

### Asystentka
- Mistrzostwo:
  - olimpijskie (2012)
  - świata (2010)
  - Pucharu Williama Jonesa (1992)